# UnitedHealth Group
UnitedHealth Group Incorporated er en amerikansk multinational health care- og sundhedsforsikringskoncern. Der tilbydes sundhedsplejeprodukter og forsikringsprodukter. UnitedHealth Group havde i 2021 300.000 ansatte og en omsætning på 285 mia. US$.
I 1974 etablerede Richard Taylor Burke Charter Med Incorporated en Minnetonka, Minnesota-baseret privat virksomhed. I 1977 blev the United HealthCare Corporation' etableret for reorganisere virksomheden. Det blev moderselskab til Charter Med.